# (19596) Spegorlarson
(19596) Spegorlarson est un astéroïde de la ceinture principale d'astéroïdes.

## Description
(19596) Spegorlarson est un astéroïde de la ceinture principale d'astéroïdes. Il fut découvert le 14 juillet 1999 à Socorro (Nouveau-Mexique) par le projet LINEAR. Il présente une orbite caractérisée par un demi-grand axe de 2,53 UA, une excentricité de 0,07 et une inclinaison de 1,9° par rapport à l'écliptique.

## Compléments